# Jaspard Kimpolo
Jaspard Kimpolo (nom usuel de Gaspard Kimpolo), né en 1913 dans la région de la Bouenza, mort en 2000 à Mouyondzi, était un pasteur congolais.

## Biographie
Jaspard Kimpolo est le premier président de l'Église Évangélique du Congo (EEC) du 15 juillet 1961 jusqu'en 1969. Il décède à Mouyondzi, affaibli par l'âge.
Kimpolo a écrit ses mémoires, non encore publiées à ce jour. Le pasteur Raymond Buana Kibongui lui succède.